# لشکر هفتم زرهی (بریتانیا)
لشکر ۷ زرهی بریتانیا (انگلیسی: 7th Armoured Division) لشکر زرهی زیرمجموعه نیروی زمینی بریتانیا بود، که در سال ۱۹۳۸ تأسیس شد و در خلال جنگ جهانی دوم از یگان‌های عمل‌کننده ارتش بریتانیا بود. این لشکر در سال ۱۹۵۸ منحل گردید.
این لشکر در ۲۷ سپتامبر ۱۹۳۸، پس از افزایش تنش‌ها بین بریتانیا و قدرت‌های محور، به عنوان لشکر متحرک (مصر) تشکیل شد. تاسیس این لشکر بخشی از تلاش برای تقویت و حفظ حضور استراتژیک بریتانیا در مصر برای دفاع از کانال سوئز بود که برای منافع امپراتوری بریتانیا حیاتی تلقی می‌شد. در فوریه ۱۹۴۰، این تشکیلات به لشکر هفتم زرهی تغییر نام داد. در سال‌های اولیه، موش صحرایی به عنوان نماد و نشان لشکر انتخاب شد و لقب موش‌های صحرا را به خود گرفت.
این لشکر در بیشتر نبردهای بزرگ لشکر صحرای غربی جنگید، سپس با لشکر تونس درگیر شد و پس از آن در نبرد با لشکر ایتالیا شرکت کرد. سپس از ایتالیا خارج و به بریتانیا اعزام شد تا برای عملیات اورلرد آماده شود. در ژوئن ۱۹۴۴ به فرانسه وارد شد و متعاقباً در سراسر اروپای غربی جنگید و جنگ را در کیل و هامبورگ آلمان به پایان رساند.
پس از جنگ، این لشکر بخشی از ارتش بریتانیا در راین بود تا اینکه در دهه ۱۹۵۰ منحل شد. تاریخچه و نشان این لشکر توسط تیپ ۷ زرهی ادامه یافت تا اینکه این تیپ در سال ۲۰۱۴ منحل شد و اکنون تشکیلات آن توسط تیم رزمی تیپ ۷ مکانیزه سبک نگهداری می‌شود.